# Nostalgia

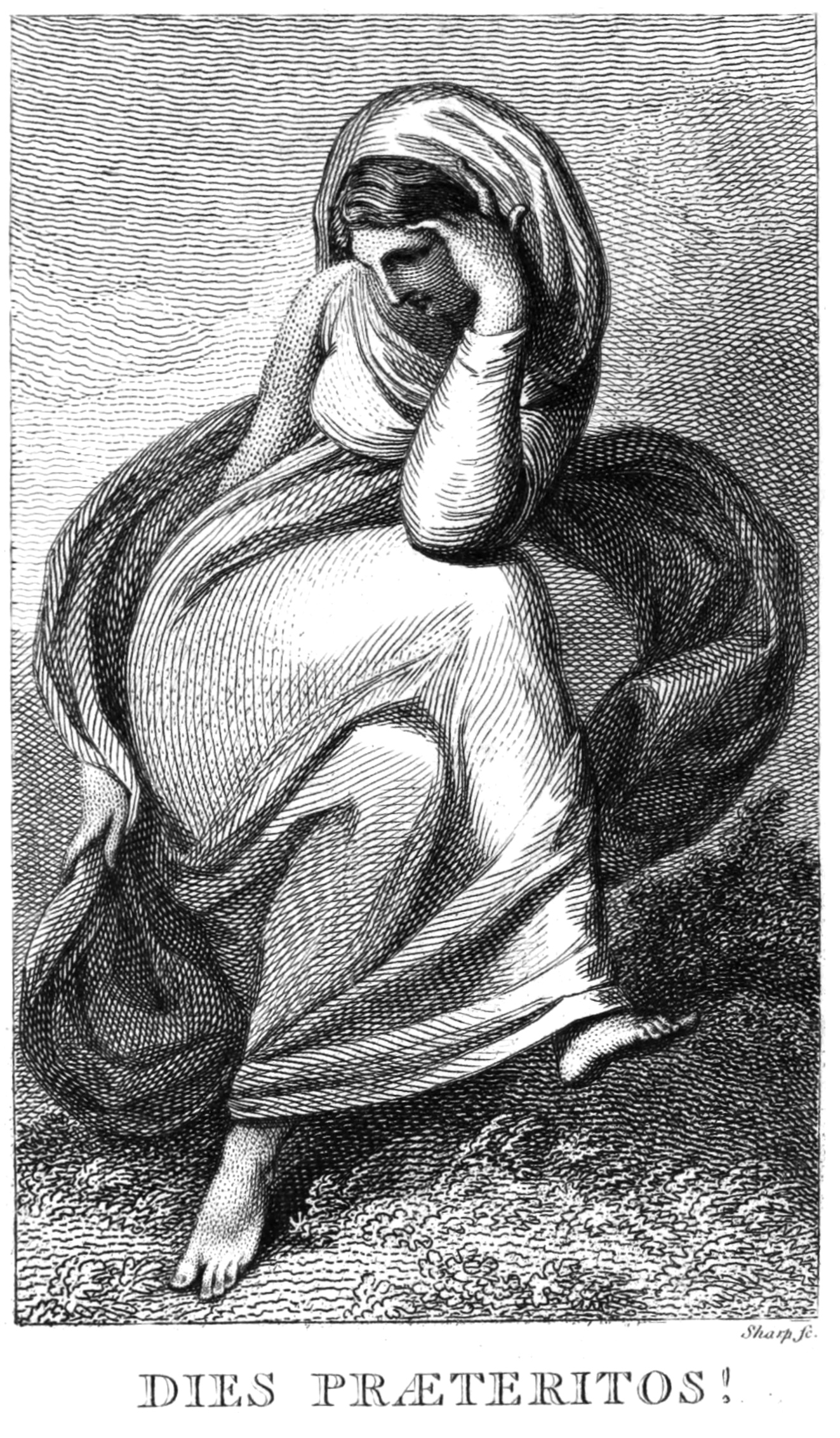
Dies Praeteritos! (i giorni passati), incisione del 1798

La nostalgia (parola composta dal greco νόστος, ritorno, e άλγος, dolore; "dolore del ritorno") è un’emozione caratterizzata da un senso di tristezza e rimpianto per la lontananza da persone o luoghi cari o per un evento collocato nel passato che si vorrebbe rivivere. 
Può essere una sensazione paradossalmente triste e contemporaneamente felice, triste perché il momento a cui si riferisce non è più presente, e felice perché l'emozione permette di riviverlo nella memoria. Il ricordare quel momento e quel luogo riporta alla mente i sentimenti di felicità ma allo stesso tempo causa un senso di tristezza per la perdita degli stessi.
Sebbene sia un'emozione che appartiene alla vita quotidiana di ciascuno, può talvolta evolvere in manifestazioni di carattere patologico.

## Etimologia
Il termine nostalgia in sé, pur derivato dal greco come molti termini scientifici, era sconosciuto al mondo greco. Entra nel vocabolario europeo nel XVII secolo, per opera di uno studente di medicina alsaziano dell'Università di Basilea, Johannes Hofer, il quale, constatando le sofferenze dei mercenari svizzeri al servizio del re di Francia Luigi XIV, costretti a stare a lungo lontani dai monti e dalle vallate della loro patria, dedicò a questo fenomeno una tesi, pubblicata a Basilea nel 1688 con il titolo "Dissertazione medica sulla nostalgia". Con questo termine greco di nuovo conio, infatti, Hofer traduce nel linguaggio scientifico l'espressione francese «mal du pays» e il termine tedesco «Heimweh» (letteralmente dolore per la casa), ancor oggi utilizzati nelle rispettive lingue. Tale stato patologico era così grave che spesso portava alla morte i soggetti che ne erano colpiti e nessun intervento medico valeva a ridare loro le forze e la salute a meno che non li si riportasse verso casa.
A partire dalla fine del XVIII secolo e soprattutto nella prima metà del secolo successivo, accanto all'interesse medico, la nostalgia convoglia notevoli attenzioni in ambito poetico e musicale, in corrispondenza con l'ondata migratoria dall'Est Europa. Tuttavia, è soltanto a partire da Charles Baudelaire che il termine si libera dal riferimento a precisi luoghi o al passato infantile, per assurgere a condizione di anelito indefinito. Con l’età del Romanticismo, il pensiero del ritorno all’infanzia e del ricordo del proprio passato si caricò di tensione eroica e drammatica, diventando inoltre un fondamento indiretto per i nazionalismi che stavano nascendo in quel periodo in tutta Europa. Ma fu solo con la fine del secolo e con gli albori della società di massa, che la nostalgia assunse le caratteristiche peculiari con cui si identifica ancora oggi come Svetlana Boym, nel testo Ipocondria del cuore: nostalgia, storia e memoria, spiega:

## Una malattia "antropologica"
Virginia de Micco, nel testo a sua cura Le culture della salute-immigrazione e sanità, un approccio trans-culturale, scrive:

## Nostalgia e migrazione
Secondo Renos K. Papadopoulos il fatto che tutti i rifugiati abbiano perduto la casa (o la madrepatria) fa sì che condividano un profondo senso di struggimento nostalgico e che desiderino riparare quel tipo molto specifico di perdita. Nostalgia è il termine usato per descrivere l'intero fascio di tutti quei sentimenti, reazioni, speranze, timori, ecc. In questa ottica la nostalgia non può essere separata da ciò che la "casa" rappresenta soprattutto a livello simbolico. In particolar modo per i rifugiati, ciò crea un disorientamento in quanto si rivela impossibile stabilire con esattezza l'origine precisa di una perdita che non si limita a quella tangibile di una casa tout court, intesa nella sua materialità, ma che si allarga alla perdita di tutti i tipi di rapporti personali che il soggetto intrattiene con sé stesso, con gli altri e con l'ambiente sociale che lo circonda.
Dopo aver lasciato il proprio paese, la propria casa, il luogo dove si è conosciuti e riconosciuti, le poche certezze che hanno segnato e dato senso alla propria esistenza, la nostalgia può rappresentare un'emozione talmente intensa da manifestarsi come esperienza dolorosa, e condurre a un malessere psichico e fisico. L'antropologo ed etnopsichiatra Roberto Beneduce scrive:
Se da un lato la nostalgia è disillusione e può condurre a un malessere del corpo e della mente, dall'altro può essere vissuta come una spinta verso il luogo di origine, verso il proprio paese, verso gli affetti, verso le proprie radici e la propria storia, spinta che consente di non sentirsi senza casa, senza appartenenza, senza paese e costituisce una risposta al sentimento del pericolo incombente sulla propria identità. Nostalgia allora anche come consolazione e come rifugio. Spesso la nostalgia si condensa intorno ad alcune immagini (di oggetti, di luoghi, di persone) che si rivelano nell'esperienza come fortemente significativi per la propria dimensione dell'essere e molto consolatori rispetto al vissuto dello spaesamento, dando alla persona un senso di maggiore sicurezza. La nostalgia è un "terreno ricco" nella clinica con le persone straniere, nel quale è molto importante per il terapeuta sapersi muovere, infatti gli "oggetti" della nostalgia (che nel tempo possono anche perdere un po' di concretezza) ci rivelano molto dell'inespresso della persona, non solo del suo passato, ma anche dei suoi bisogni, dei suoi desideri nel presente.

## Nostalgia e politica
Il sentimento di nostalgia rappresenta uno dei raccordi fondamentali tra l'identità personale e i processi di identificazione collettiva, ovvero tra il piano psicologico e quello politico.
Una prima funzione del discorso nostalgico, rinvenibile in numerose mitologie e narrazioni nazionali (o di altre formazioni sociali), fa leva sulla malinconia personale per i tempi e spazi sfuggenti, alimentando, così, la speranza utopica del singolo nelle capacità redentrici della collettività. Il movimento verso l'obiettivo "escatologico" (quale ad esempio può essere il conseguimento dell'unità nazionale) è dipinto come un ritorno a una condizione originaria, naturale, salvifica, da sempre latente ma sepolta sotto le macerie del tempo oppure collocata altrove nello spazio. Per cui il discorso è costellato di termini come "rinascita", "risorgimento", "riscossa", "ritorno" e simili. In questi casi il sentimento nostalgico non svolge una funzione paralizzante, ma al contrario mobilitante. Non di rado intriga il singolo con tanta più intensità sentimentale quanto più lontano appaia la realizzazione dell'obbiettivo. Questo spiega, tra l'altro, il ruolo eminente che nell'immaginario di varie collettività hanno assunto, oltre agli esili, le "sconfitte", che in modo a prima vista paradossale, invece di scoraggiare, mobilitano (il caso più spesso citato è probabilmente quello della battaglia del Campo dei Merli nell'immaginario serbo, ma la storia è ricca di esempi consimili).
Un secondo importante contributo del sentimento nostalgico consiste nell'elaborazione psicologica e culturale di cesure politiche talmente traumatiche da produrre una frattura anche nella biografia dei singoli. I casi recenti più noti sono quelli delle varie "ostalgie" post-socialiste, ma gli esempi storici sono una legione. Nelle manifestazioni pubbliche di nostalgia, che possono essere di carattere ufficiale oppure assumere la forma dell'opposizione a un presente indesiderato, s'interseca ancora una volta l'elaborazione del "lutto" personale per i tempi andati con il discorso politico o proto-politico. Può sorprendere come in molti casi il sentimento nostalgico nasca quasi nel momento stesso del passare brusco e inavvertito di un presente familiare. Con ancora più stupore si nota che tale sentimento spesso prescinde del tutto da come, con quale felicità o infelicità, i tempi passati erano stati effettivamente vissuti. Ma lo stupore per questa involuzione sentimentale si basa su un equivoco: l'elaborazione nostalgica non è veramente protesa verso un ritorno al passato. Essa assomiglia, in realtà, a uno struggente commiato da una parte del Sé non più presente, quasi fosse un rito funebre necessario per ridare senso e coerenza alla propria narrazione storica e biografica. Un passaggio, questo, quindi necessario per conciliarsi, in modo talora dolce e talaltra più rancoroso, con il presente. Il ricordo malinconico del passato segnala dunque una pur dolorosa accettazione dello spostamento delle coordinate spazio-temporali, consentendo di riposizionare entro tali coordinate le proprie attese, personali e collettive, per il futuro.

## Film
- Amarcord, regia di Federico Fellini, produzione Italia, Francia, 1973
- Nostalgia, regia di Mark Pellington, produzione U.S.A, 2018
- Nostalghia, regia di Andrej Tarkovskij, produzione URSS, Italia, Francia, 1983
- Midnight in Paris di Woody Allen, produzione Mediapro, Barcellona, 2011
- Nuovo Cinema Paradiso di Giuseppe Tornatore, Italia 1988,